# Phareicranaus calcariferus
Phareicranaus calcariferus is een hooiwagen uit de familie Cranaidae.